# Медвежий остров (Белое море)
Медвежий — остров в центральной части губы Порья Кандалакшского залива Белого моря.
Административно относится к Терскому району Мурманской области. Входит в состав Кандалакшского государственного природного заповедника

## Физико-географическая характеристика

### География
Медвежий расположен в центральной части губы Порья Кандалакшского залива Белого моря. Остров имеет каплевидную форму, с востока и запада изрезан губами. Длина составляет 1020 метров, ширина 900 метров.

### Флора и фауна
Флора острова насчитывает 240 видов сосудистых растений из 53 семейств. 12 видов являются занесёнными, которые, вероятно, внедрились во флору острова во время активных горных работ в XVIII и XIX веках. Аборигенная флора составляет 230 видов, адвентивная флора — 10.  Из всех видов флоры острова 14 видов (пузырник ломкий, гроздовник ланцетный, Carex paleacea, пальчатокоренник мясо-красный, любка двулистная, Spergularia salina, Thalictrum kemense, родиола розовая, очиток едкий, Cotoneaster antoninae, Cotoneaster laxiflorus, Potentilla arctic, Angelica litoralis и Thymus subarcticus) занесены в Красную книгу Мурманской области. Также родиола розовая занесена в Красную книгу России.
Остров входит в состав Кандалакшского государственного природного заповедника, учреждённого 7 сентября 1932 года.

## Геология и рельеф
Остров сложен гнейсами и гранулитами разного состава, которые секутся дайками габбро-диоритов, а также пегматитовыми, кварцевыми, карбонатными с полиметаллическим оруденением жилами.
Рельеф острова преимущественно скалистый. В его основании лежат четыре гряды. Пространство между ними занято склонами разной крутизны, которые представлены каменными россыпями и скалами, а также морскими террасами из рыхлых отложений. В южной части острова и на мысе Грек находятся высокие скалистые обрывистые берега, высотой до 20 метров над уровнем моря, с завалами коллювия, беспорядочно нагромождёнными скальными блоками и глыбами, прорванными многочисленными трещинами и тектоническими рвами.
В западной и южной части острова располагаются отвалы пустой породы, ранее добытой из шахт. Порода мелкообломочная, пронизанная многочисленными кальцитовыми жилами, в которых отдельными вкраплениями встречается галенит. Отвалы имеют площади до нескольких десятков метров в поперечнике, а их высота иногда достигает 7—8 метров.
Почвенный покров острова отличается слабым развитием и малой мощностью профиля. На острове встречаются слаборазвитые почвы, литоземы, альфегумусовые подзолы, торфяно-подзолы, торфяные почвы болот и сухоторфяные почвы вороничников.
Остров покрывают бореальные хвойные леса, зеленомошные и лишайниковые еловые и сосновые леса, тундрообразные вороничники, болотный массив с участками разной трофности, разнообразная скальная растительность и небольшие фрагменты приморских и антропогенных лугов. Большинство лесов острова являются условно-коренными, поскольку они восстановились спонтанно после сведения для обеспечения горных выработок. На острове преобладают древостои возрастом 120—160 лет, встречаются более молодые древостои возрастом 60—80 лет. Наиболее старые деревья, возрастом около 250 лет, сохранились в центральной части острова, по периферии болотного массива. Треть площади острова покрыта сообществами с преобладанием Empetrum hermaphroditum. На опушках распространены березовые мелколесья. Скальные луговые группировки на острове широко представлены на клифах, пологих приморских скалах. В широких расщелинах скал распространены фрагменты берёзовых криволесий. В центре острова располагается грядово-мочажинное болото, от которого по ложбине тянется травяно-осоковое болото с небольшим ручьем. Приморские луга и галофитные группировки развиты крайне слабо.

## История
В феврале 1733 года Ф. Прядунов, Е. Собинский и Ф. Чирцов сообщили в кабинете императрицы Российской империи Анны Иоанновны, что в 1732 году добыли и сплавили на острове 35 фунтов серебра. Это было первое официальное открытие серебряных месторождений на острове. В 1733 году на острове был заложен первый рудник, закрытый в 1741 году. Он является первым серебряным рудником в истории России. В 1764 году рудник был возобновлён, однако вскоре снова был закрыт. В 1875 году петербургскому купцу В. А. Фиксену министром Государственных имуществ была разрешена разработка рудников на острове. Добыча серебра велась в 1880—1883 годах, и в результате рудники окончательно потеряли промышленное значение.